# Список Декретів Кабінету Міністрів України
Декрети Кабінету Міністрів України є нормативно-правовими актами Кабінету Міністрів України, що видавалися в період з 2 грудня 1992 по 20 травня 1993 р. Різновид делегованого законодавства. Є частиною національного законодавства України.
У цьому списку зеленим виділені чинні декрети; червоним виділені декрети, на які накладене вето.
| № з/п | Назва | Дата прийняття  | Власний номер | Дата набрання чинності | Дата втрати чинності | Період дії           | Яким актом замінений |
| ----- | --- | --------------- | ------------- | ---------------------- | -------------------- | -------------------- | --- |
| 1     | Про джерела збільшення власних оборотних коштів підприємств і організацій | 2 грудня 1992   | 1-92          | 18 грудня 1992         | 6 січня 1993         | 2 тиж. 6 дн.         | Декрет «Про податок на прибуток підприємств і організацій» [Архівовано 7 серпня 2018 у Wayback Machine.] |
| 2     | Про режим валютних рахунків громадян в уповноважених банках України | 2 грудня 1992   | 2-92          | 18 грудня 1992         | 4 жовтня 2006        | 13 р. 9 міс. 17 дн.  | |
| 3     | Про припинення справляння державного мита по грошових переказах, що надходять з-за кордону                                                                                               | 2 грудня 1992   | 3-92          | 18 грудня 1992         |                      |                      | |
| 4     | Про прибутковий податок з доходів громадян, що перевищують 60000 купонів | 2 грудня 1992   | 4-92          | 18 грудня 1992         | 6 січня 1993         | 2 тиж. 6 дн.         | Декрет «Про прибутковий податок з громадян» [Архівовано 17 вересня 2017 у Wayback Machine.] |
| 5     | Про звільнення суб'єктів господарської діяльності від сплати процентів за кредити та від відповідальності за прострочення їх погашення                                                   | 9 грудня 1992   | 5-92          | 22 грудня 1992         | 4 жовтня 2006        | 13 р. 9 міс. 13 дн.  | |
| 6     | Про оподаткування бартерних (товарообмінних) операцій в галузі зовнішньоекономічної діяльності                                                                                           | 9 грудня 1992   | 6-92          | 30 грудня 1992         | 1 січня 1994         | 1 р. 3 дн.           | Закон «Про Державний бюджет України на 1994 рік» [Архівовано 5 квітня 2013 у Wayback Machine.] |
| 7     | Про тимчасове припинення індексації грошових доходів населення | 9 грудня 1992   | 7-92          | 24 грудня 1992         | 1 січня 1997         | 4 р. 9 дн.           | |
| 8     | Про управління майном, що є у загальнодержавній власності | 15 грудня 1992  | 8-92          | 26 грудня 1992         | 18 жовтня 2006       | 13 р. 9 міс. 23 дн.  | Закон «Про управління об'єктами державної власності» [Архівовано 25 березня 2019 у Wayback Machine.] |
| 9     | Про додаткове регулювання орендних відносин | 15 грудня 1992  | 9-92          | 15 січня 1993          | 4 жовтня 2006        | 13 р. 8 міс. 20 дн.  | |
| 10    | Про заходи щодо завершення комерціалізації підприємств і організацій державної торгівлі, громадського харчування та сфери послуг                                                         | 15 грудня 1992  | 10-92         | 26 грудня 1992         | 4 жовтня 2006        | 13 р. 9 міс. 9 дн.   | |
| 11    | Про зміну порядку оплати за користування жилим приміщенням | 15 грудня 1992  | 11-92         | 1 січня 1993           | 4 жовтня 2006        | 13 р. 9 міс. 4 дн.   | |
| 12    | Про податок на прибуток підприємств і організацій | 26 грудня 1992  | 12-92         | 6 січня 1993           | 4 жовтня 2006        | 13 р. 8 міс. 29 дн.  | |
| 13    | Про прибутковий податок з громадян | 26 грудня 1992  | 13-92         | 6 січня 1993           | 1 січня 2012         | 18 р. 11 міс. 27 дн. | Податковий кодекс України |
| 14    | Про податок на добавлену вартість | 26 грудня 1992  | 14-92         | 6 січня 1993           | 7 січня 1997         | 4 р. 5 міс. 26 дн.   | Закон «Про податок на додану вартість» [Архівовано 25 вересня 2018 у Wayback Machine.] |
| 15    | Про приватизацію земельних ділянок | 26 грудня 1992  | 15-92         | 15 січня 1993          | 4 жовтня 2006        | 13 р. 8 міс. 20 дн.  | |
| 16    | Про встановлення спеціального режиму експорту окремих видів товарів | 26 грудня 1992  | 16-92         | 6 січня 1993           | 10 грудня 1997       | 4 р. 11 міс. 5 дн.   | |
| 17    | Про зупинення дії пунктів 5 і 46 Програми надзвичайних заходів щодо стабілізації економіки України та виходу її з кризового стану                                                        | 26 грудня 1992  | 17-92         | 11 січня 1993          | 4 жовтня 2006        | 13 р. 8 міс. 24 дн.  | |
| 18    | Про акцизний збір | 26 грудня 1992  | 18-92         | 11 січня 1993          | 1 січня 2011         | 17 р. 11 міс. 22 дн. | Податковий кодекс України |
| 19    | Про підвищення мінімальних розмірів заробітної плати і пенсії | 29 грудня 1992  | 19-92         | 31 грудня 1992         |                      |                      | |
| 20    | Про укладення договорів оренди приміщень підприємствами й організаціями торгівлі, громадського харчування та сфери послуг                                                                | 29 грудня 1992  | 20-92         | 12 січня 1993          | 4 жовтня 2006        | 13 р. 8 міс. 23 дн.  | |
| 21    | Про порядок обкладення митом предметів, які вивозяться (пересилаються) громадянами за митний кордон України                                                                              | 29 грудня 1992  | 21-92         | 19 січня 1993          | 13 квітня 1994       | 1 р. 2 міс. 26 дн.   | Закон «Про порядок обкладення митом предметів, які вивозяться (пересилаються) громадянами за митний кордон України» |
| 22    | Про перенесення строку повернення кредиту, наданого підприємствам та організаціям будівельного комплексу для поповнення їхніх оборотних коштів                                           | 29 грудня 1992  | 22-92         | 12 січня 1993          | 4 жовтня 2006        | 13 р. 8 міс. 23 дн.  | |
| 23    | Про оплату праці | 31 грудня 1992  | 23-92         | 15 січня 1993          | 26 вересня 1996      | 3 р. 8 міс. 12 дн.   | Закон «Про оплату праці» [Архівовано 2 листопада 2018 у Wayback Machine.] |
| 24    | Про впорядкування діяльності суб'єктів підприємницької діяльності, створених за участю державних підприємств                                                                             | 31 грудня 1992  | 24-92         | 13 січня 1993          |                      |                      | |
| 25    | Про державне регулювання виробництва, торгівлі, експорту спирту, напоїв з його використанням і торгівлю тютюновими виробами                                                              | 31 грудня 1992  | 25-92         | 14 січня 1993          | 23 січня 1996        | 3 р. 10 дн.          | Закон «Про державне регулювання виробництва і обігу спирту етилового, коньячного і плодового, алкогольних напоїв та тютюнових виробів» [Архівовано 9 листопада 2018 у Wayback Machine.]                                                                        |
| 26    | Про перелік майнових комплексів державних підприємств, організацій, їх структурних підрозділів основного виробництва, приватизація або передача в оренду яких не допускається            | 31 грудня 1992  | 26-92         | 15 січня 1993          |                      |                      | |
| 27    | Про компенсацію громадянам України втрат від знецінення заощаджень в Ощадному банку України                                                                                              | 11 січня 1993   | 1-93          | 21 січня 1993          | 4 жовтня 2006        | 13 р. 8 міс. 14 дн.  | |
| 28    | Про порядок обкладення митом предметів, які ввозяться (пересилаються) громадянами в Україну                                                                                              | 11 січня 1993   | 2-93          | 12 лютого 1993         | 23 листопада 2001    | 8 р. 9 міс. 12 дн.   | Закон «Про порядок ввезення (пересилання) в Україну, митного оформлення й оподаткування особистих речей, товарів та транспортних засобів, що ввозяться (пересилаються) громадянами на митну територію України» [Архівовано 22 вересня 2018 у Wayback Machine.] |
| 29    | Про вивізне (експортне) мито у 1993 році | 11 січня 1993   | 3-93          | 28 січня 1993          | 4 жовтня 2006        | 13 р. 8 міс. 7 дн.   | |
| 30    | Про Єдиний митний тариф України | 11 січня 1993   | 4-93          | 13 лютого 1993         | 1 червня 2012        | 19 р. 3 міс. 20 дн.  | Митний кодекс України |
| 31    | Про впорядкування використання адміністративних будинків і нежилих приміщень, що перебувають у державній власності                                                                       | 11 січня 1993   | 5-93          | 23 січня 1993          |                      |                      | |
| 32    | Про квотування і ліцензування експорту товарів (робіт, послуг) | 12 січня 1993   | 6-93          | 26 січня 1993          | 4 жовтня 2006        | 13 р. 8 міс. 9 дн.   | |
| 33    | Про державне мито | 21 січня 1993   | 7-93          | 11 лютого 1993         |                      |                      | |
| 34    | Про стягнення не внесених у строк податків і неподаткових платежів | 21 січня 1993   | 8-93          | 6 лютого 1993          | 21 грудня 2000       | 7 р. 10 міс. 16 дн.  | Закон «Про порядок погашення зобов'язань платників податків перед бюджетами та державними цільовими фондами» [Архівовано 4 вересня 2018 у Wayback Machine.] |
| 35    | Про об'єднання державних підприємств зв'язку | 21 січня 1993   | 9-93          | 3 лютого 1993          |                      |                      | |
| 36    | Про об'єднання підприємств вугільної промисловості | 21 січня 1993   | 10-93         | 4 лютого 1993          |                      |                      | |
| 37    | Про проведення експерименту у сфері господарської діяльності та приватизації на радіоприладному заводі «Оризон»                                                                          | 21 січня 1993   | 11-93         | 4 лютого 1993          |                      |                      | |
| 38    | Про корпоратизацію державних підприємств (об'єднань) | 21 січня 1993   | 12-93         |                        |                      |                      | Вето накладене Постановою ВР від 03.02.1993 р. № 2973-XII [Архівовано 24 вересня 2018 у Wayback Machine.] |
| 39    | Про тимчасовий порядок визначення переліку підприємств, що займають монопольне становище на ринку                                                                                        | 21 січня 1993   | 13-93         | 4 лютого 1993          | 23 квітня 1995       | 2 р. 2 міс. 20 дн.   | Закон «Про Антимонопольний комітет України» [Архівовано 17 листопада 2018 у Wayback Machine.] |
| 40    | Про державний контракт і державне замовлення на 1993 рік | 22 січня 1993   | 14-93         | 9 лютого 1993          | 17 квітня 1999       | 6 р. 2 міс. 9 дн.    | Закон «Про державне замовлення для задоволення пріоритетних державних потреб» [Архівовано 23 серпня 2018 у Wayback Machine.] |
| 41    | Про систему валютного регулювання і валютного контролю | 19 лютого 1993  | 15-93         | 6 березня 1993         | 7 лютого 2019        | 25 р. 11 міс. 2 дн.  | Закон «Про валюту і валютні операції» [Архівовано 13 липня 2019 у Wayback Machine.] |
| 42    | Про тимчасовий порядок використання надходжень в іноземній валюті | 19 лютого 1993  | 16-93         | 6 березня 1993         | 21 червня 1997       | 4 р. 3 міс. 16 дн.   | |
| 43    | Про порядок здійснення розрахунків у іноземній валюті | 19 лютого 1993  | 17-93         | 6 березня 1993         | 5 жовтня 1994        | 1 р. 7 міс.          | Закон «Про порядок здійснення розрахунків в іноземній валюті» [Архівовано 28 серпня 2018 у Wayback Machine.] |
| 44    | Про забезпечення сільського господарства імпортною продукцією для проведення весняних польових робіт                                                                                     | 19 лютого 1993  | 18-93         | 20 лютого 1993         | 4 жовтня 2006        | 13 р. 7 міс. 15 дн.  | |
| 45    | Про управління майном, що є у загальнодержавній власності, в будівництві та промисловості будівельних матеріалів                                                                         | 19 лютого 1993  | 19-93         | 25 лютого 1993         |                      |                      | |
| 46    | Про об'єднання державних підприємств транспорту і дорожнього господарства | 17 березня 1993 | 20-93         | 30 березня 1993        |                      |                      | |
| 47    | Про компенсацію громадянам України втрат від знецінення заощаджень в установах Укрдержстраху                                                                                             | 17 березня 1993 | 21-93         | 30 березня 1993        | 4 жовтня 2006        | 13 р. 6 міс. 5 дн.   | |
| 48    | Про індексацію оборотних коштів підприємств і організацій творчих спілок України | 17 березня 1993 | 22-93         | 2 квітня 1993          | 4 жовтня 2006        | 13 р. 6 міс. 3 дн.   | |
| 49    | Про довірчі товариства | 17 березня 1993 | 23-93         | 1 квітня 1993          | 1 липня 2020         | 27 р. 3 міс. 1 дн.   | |
| 50    | Про податок на промисел | 17 березня 1993 | 24-93         | 1 липня 1993           | 1 січня 2011         | 17 р. 6 міс. 1 дн.   | Податковий кодекс України |
| 51    | Про надання державних гарантій щодо іноземних кредитів, які надаються Україні відповідно до міжнародних договорів                                                                        | 17 березня 1993 | 25-93         | 31 березня 1993        |                      |                      | |
| 52    | Про передачу Університету Києво-Могилянська Академія майна, що перебуває у загальнодержавній власності                                                                                   | 17 березня 1993 | 26-93         | 30 березня 1993        |                      |                      | |
| 53    | Про внесення до Декрету Кабінету Міністрів України «Про оплату праці» змін і доповнень щодо порядку укладання та реєстрації тарифних угод                                                | 17 березня 1993 | 27-93         | 30 березня 1993        | 10 вересня 1996      | 3 р. 5 міс. 12 дн.   | Закон «Про оплату праці» [Архівовано 2 листопада 2018 у Wayback Machine.] |
| 54    | Про внесення доповнень до декретів Кабінету Міністрів України «Про підвищення мінімальних розмірів заробітної плати і пенсії» та «Про податок на прибуток підприємств і організацій»     | 19 березня 1993 | 28-93         | 1 квітня 1993          |                      |                      | |
| 55    | Про доповнення до статті 54 Закону України «Про статус і соціальний захист громадян, які постраждали внаслідок Чорнобильської катастрофи»                                                | 26 березня 1993 | 29-93         | 3 квітня 1993          | 17 червня 1993       | 2 міс. 15 дн.        | Дію зупинено Законом [Архівовано 8 серпня 2018 у Wayback Machine.] |
| 56    | Про державний нагляд за додержанням стандартів, норм і правил та відповідальність за їх порушення                                                                                        | 8 квітня 1993   | 30-93         | 20 квітня 1993         | 5 липня 2011         | 18 р. 2 міс. 16 дн.  | Закон «Про державний ринковий нагляд і контроль нехарчової продукції» [Архівовано 16 листопада 2018 у Wayback Machine.] |
| 57    | Про внесення змін до Декрету Кабінету Міністрів України «Про впорядкування діяльності суб'єктів підприємницької діяльності, створених за участю державних підприємств»                   | 8 квітня 1993   | 31-93         | 20 квітня 1993         |                      |                      | |
| 58    | Про застосування контрольно-касових апаратів і товарно-касових книг при розрахунках із споживачами у сфері торгівлі, громадського харчування та послуг                                   | 8 квітня 1993   | 32-93         | 20 квітня 1993         | 28 липня 1995        | 2 р. 3 міс. 9 дн.    | Закон «Про застосування реєстраторів розрахункових операцій у сфері торгівлі, громадського харчування та послуг» [Архівовано 6 вересня 2018 у Wayback Machine.]                                                                                                |
| 59    | Про порядок вилучення та реалізації вантажів, що знаходяться у морських торговельних портах і на припортових залізничних станціях понад установлені терміни                              | 8 квітня 1993   | 33-93         | 20 квітня 1993         |                      |                      | |
| 60    | Про ставки податку з власників транспортних засобів та інших самохідних машин і механізмів                                                                                               | 9 квітня 1993   | 34-93         | 20 квітня 1993         | 25 березня 1997      | 3 р. 11 міс. 6 дн.   | Закон «Про податок з власників транспортних засобів та інших самохідних машин і механізмів» [Архівовано 22 серпня 2018 у Wayback Machine.] |
| 61    | Про внесення змін до Декрету Кабінету Міністрів України від 21 січня 1993 р. N 13-93 «Про тимчасовий порядок визначення переліку підприємств, що займають монопольне становище на ринку» | 23 квітня 1993  | 35-93         | 5 травня 1993          | 2 березня 1995       | 1 р. 9 міс. 26 дн.   | Закон «Про Антимонопольний комітет України» [Архівовано 17 листопада 2018 у Wayback Machine.] |
| 62    | Про внесення змін до Закону України «Про Єдиний митний тариф» | 23 квітня 1993  | 36-93         | 6 травня 1993          | 1 червня 2012        | 19 р. 27 дн.         | Митний кодекс України |
| 63    | Про пільги Героям Радянського Союзу і повним Кавалерам ордена Слави | 23 квітня 1993  | 37-93         | 1 травня 1993          |                      |                      | |
| 64    | Про внесення змін і доповнень до Закону України «Про банки і банківську діяльність» | 26 квітня 1993  | 38-93         | 18 травня 1993         | 7 грудня 2000        | 7 р. 6 міс. 20 дн.   | Закон «Про банки і банківську діяльність» [Архівовано 23 вересня 2018 у Wayback Machine.] |
| 65    | Про внесення змін і доповнень до Декрету Кабінету Міністрів України «Про оплату праці»                                                                                                   | 26 квітня 1993  | 39-93         | 11 травня 1993         | 10 вересня 1996      | 3 р. 4 міс.          | Закон «Про оплату праці» [Архівовано 2 листопада 2018 у Wayback Machine.] |
| 66    | Про забезпечення єдності вимірювань | 26 квітня 1993  | 40-93         | 11 травня 1993         | 13 червня 1998       | 5 р. 1 міс. 3 дн.    | Закон «Про метрологію та метрологічну діяльність» [Архівовано 12 липня 2019 у Wayback Machine.] |
| 67    | Про об'єднання державних електроенергетичних підприємств | 29 квітня 1993  | 41-93         | 13 травня 1993         |                      |                      | |
| 68    | Про об'єднання державних підприємств нафтової, газової, нафтопереробної промисловості та нафтопродуктозабезпечення                                                                       | 29 квітня 1993  | 42-93         | 13 травня 1993         |                      |                      | |
| 69    | Про внесення змін і доповнень до деяких декретів Кабінету Міністрів України про податки                                                                                                  | 30 квітня 1993  | 43-93         | 21 травня 1993         |                      |                      | |
| 70    | Про сплату дивідендів (частини прибутку) суб'єктами підприємницької діяльності, створеними за участю державних підприємств і організацій                                                 | 30 квітня 1993  | 44-93         | 14 травня 1993         | 6 січня 1996         | 2 р. 7 міс. 24 дн.   | |
| 71    | Про впорядкування діяльності комерційних банків, створених за участю державних підприємств                                                                                               | 30 квітня 1993  | 45-93         | 13 травня 1993         | 1 квітня 1994        | 10 міс. 20 дн.       | |
| 72    | Про стандартизацію і сертифікацію | 10 травня 1993  | 46-93         | 22 травня 1993         | 1 січня 2018         | 24 р. 7 міс. 10 дн.  | Закон «Про технічні регламенти та оцінку відповідності» [Архівовано 22 липня 2019 у Wayback Machine.] |
| 73    | Про страхування | 10 травня 1993  | 47-93         | 27 травня 1993         | 11 квітня 1996       | 2 р. 10 міс. 16 дн.  | Закон «Про страхування» [Архівовано 29 вересня 2013 у Wayback Machine.] |
| 74    | Про порядок використання прибутку державних підприємств, установ і організацій | 10 травня 1993  | 48-93         | 22 травня 1993         |                      |                      | |
| 75    | Про внесення змін до Закону України «Про обмеження монополізму та недопущення недобросовісної конкуренції у підприємницькій діяльності»                                                  | 12 травня 1993  | 49-93         | 27 травня 1993         | 11 січня 2001        | 7 р. 7 міс. 16 дн.   | Закон «Про захист економічної конкуренції» [Архівовано 11 липня 2019 у Wayback Machine.] |
| 76    | Про впорядкування управління майном, що забезпечує діяльність органів законодавчої та виконавчої влади                                                                                   | 12 травня 1993  | 50-93         | 27 травня 1993         |                      |                      | |
| 77    | Про особливості приватизації майна в агропромисловому комплексі | 17 травня 1993  | 51-93         | 3 червня 1993          | 7 серпня 1996        | 3 р. 2 міс. 5 дн.    | Закон «Про особливості приватизації майна в агропромисловому комплексі» [Архівовано 20 вересня 2018 у Wayback Machine.] |
| 78    | Про операції з давальницькою сировиною у зовнішньоекономічних відносинах | 17 травня 1993  | 52-93         | 29 травня 1993         | 31 жовтня 1995       | 2 р. 5 міс. 3 дн.    | Закон «Про операції з давальницькою сировиною у зовнішньоекономічних відносинах» [Архівовано 22 вересня 2018 у Wayback Machine.] |
| 79    | Про державний пробірний нагляд | 17 травня 1993  | 53-93         | 1 червня 1993          | 11 грудня 1997       | 4 р. 6 міс. 11 дн.   | Закон «Про державне регулювання видобутку, виробництва і використання дорогоцінних металів і дорогоцінного каміння та контроль за операціями з ними» [Архівовано 19 жовтня 2018 у Wayback Machine.]                                                            |
| 80    | Про лібералізацію зовнішньоекономічної діяльності | 20 травня 1993  | 54-93         | 5 червня 1993          | 1 червня 2012        | 18 р. 11 міс. 28 дн. | Митний кодекс України |
| 81    | Про режим іноземного інвестування | 20 травня 1993  | 55-93         | 5 червня 1993          | 17 лютого 2000       | 6 р. 8 міс. 13 дн.   | Закон «Про усунення дискримінації в оподаткуванні суб'єктів підприємницької діяльності, створених з використанням майна та коштів вітчизняного походження» [Архівовано 23 лютого 2017 у Wayback Machine.]                                                      |
| 82    | Про місцеві податки і збори | 20 травня 1993  | 56-93         | 5 червня 1993          | 1 січня 2011         | 17 р. 6 міс. 28 дн.  | Податковий кодекс України |
| 83    | Про приватизацію цілісних майнових комплексів державних підприємств та їхніх структурних підрозділів, зданих в оренду                                                                    | 20 травня 1993  | 57-93         | 8 червня 1993          | 4 жовтня 2006        | 13 р. 3 міс. 27 дн.  | |